# Michail Marandjuk
Michail Nasarowitsch Marandjuk (russisch Михаил Назарович Марандюк, ukrainisch Михайло Назарович Марандюк Mychajlo Nasarowytsch Marandjuk; * 17. Januar 1949 in Nowoselyzja) ist ein ukrainischer Schachkomponist. Von Beruf ist er Mechaniker und Ingenieur.

## Schachkomposition
Seit 1968 veröffentlichte Marandjuk über 600 Schachaufgaben aller Genres. 240 von ihnen erhielten Auszeichnungen, 110 Preise, darunter 45 erste Preise.
Er wurde 1993–1997 im 5. WCCT mit der UdSSR Mannschaftsweltmeister und ist mehrfacher Einzelmeister der Ukraine. Er war fünfmaliger Einzelweltmeister: 1. WCCI (1998–2000) in den Abteilungen für Drei- und Mehrzüger, 2. WCCI (2001–2003) in der Mehrzügerabteilung, 3. WCCI (2004–2006) in den Abteilungen für Drei- und Mehrzüger.
2004 wurde Marandjuk Großmeister für Schachkomposition.
|   | a | b | c | d | e | f | g | h |   |
| 8 |   |   |   |   |   |   |   |   | 8 |
| 7 |   |   |   |   |   |   |   |   | 7 |
| 6 |   |   |   |   |   |   |   |   | 6 |
| 5 |   |   |   |   |   |   |   |   | 5 |
| 4 |   |   |   |   |   |   |   |   | 4 |
| 3 |   |   |   |   |   |   |   |   | 3 |
| 2 |   |   |   |   |   |   |   |   | 2 |
| 1 |   |   |   |   |   |   |   |   | 1 |
|   | a | b | c | d | e | f | g | h |   |

Lösung:

In dieser Miniatur fungiert der schwarze Bauer fünfmal als Fernblock.

1. La1–h8! Zugzwang Ke6–d6 2. Dh7–f7 wiederum Zugzwang

2. … Kd6–c6 3. Df7–d5 matt

2. … c7–c6 3. Lh8–e5 matt

2. … c7–c5 3. Tb5–b6 matt

1. … c7–c6 2. Tb5–e5+ Ke6–d6 3. Dh7–e7 matt

1. … c7–c5 2. Tb5–b6+ Ke6–d5 3. Dh7–d3 matt

## Weblink
- Kompositionen von Michail Marandjuk auf dem PDB-Server der Schwalbe

| Personendaten    | Personendaten                                                          |
| ---------------- | ---------------------------------------------------------------------- |
| NAME             | Marandjuk, Michail                                                     |
| ALTERNATIVNAMEN  | Марандюк, Михаил Назарович (russisch); Marandjuk, Michail Nasarowitsch |
| KURZBESCHREIBUNG | ukrainischer Schachkomponist                                           |
| GEBURTSDATUM     | 17. Januar 1949                                                        |
| GEBURTSORT       | Nowoselyzja                                                            |